# Anathema (sastav)
Anathema je bio engleski rock sastav iz Liverpoola. Osnovali su ga 1990. Vincent i Daniel Cavanagh, basist Jamie Cavanagh, bubnjar-klavijaturist John Douglas i pjevač Darren White.
Sastav tijekom cijele karijere održavao je aktivan koncertni raspored. Prvu turneju svirali su 1992. s američkim death metal skupinom Cannibal Corpse; od tada su nastupali diljem Europe, SAD-a, Srednje Amerike, Australije, Novog Zelanda, Indije i Turske. U kasnijim fazama svoje karijere, bend je nastupao na poznatim mjestima kao što su londonska O2 Arena, Wembley Arena, i London Palladium, kao i pojavljivanje na pozornici sa Stephenom Hawkingom na Starmus Festivalu 3.
Anathema je objavila 11 studijskih albuma, uključujući Distant Satellites iz 2014., koji uključuje pjesmu Anathema, proglašenu himnom godine na trećoj godišnjoj dodjeli Progressive Music Awards. Tri godine kasnije The Optimist je proglašen albumom godine na dodjeli Progressive Music Awards.

## Životopis

### 1990. – 1995. (SerenadesiThe Silent Enigma)
Anathema je osnovan 1990., u početku kao doom metal sastav Pagan Angel. U studenom iste godine sastav je snimio svoj prvi demoalbum, An Iliad of Woes. Ovaj demo privukao je pozornost nekoliko sastava i izdavača s engleske metal scene.
Početkom 1991. sastav je privukao veliku pozornost izdavanjem drugog demoalbuma All Faith Is Lost, što je rezultiralo ugovorom za četiri albumi s Peaceville Recordsom. Njihovo prvo izdanje koji objavila je ovaj kuća bio je The Crestfallen EP objavljen u studenom 1992. Materijal s ovog albuma uzeli su na put, na turneju s Cannibal Corpseom.
Serenades, Anathemin debitantski album, privukao je veliku pažnju javnosti, izbacivši njihov glazbeni video Sweet Tears na MTV playlistu. Anathemina prva europska turneja bila je 1994., nakon čega su uslijedili nastupi na Independent Rock Festivalu u Brazilu.
U svibnju 1995., pjevač Darren White napustio je sastav, naposljetku formirajući The Blood Divine. Umjesto regrutiranja novog pjevača, sastav je odlučio da bi gitarist Vincent Cavanagh trebao preuzeti Whiteovu ulogu. Ova nova postava debitirala je na turneji s Cathedralom u Ujedinjenom Kraljevstvu, a ubrzo nakon toga objavila je The Silent Enigma. Također pokazalo je da sastav počinje ići u smjeru sličnom gothic metalu.

### 1996. – 1999. (Eternity, Alternative4iJudgement)
Izdanje Eternity je u 1996., oslanjajući se više na atmosferične zvukove i započinjući prijelaz na čiste vokale; album Judgement će kasnije konsolidirati ovaj stil. Nakon objavljena albuma uslijedila je europska turneja.
Sljedeći član koji je napustio sastav bio je bubnjar John Douglas, koji napustio ga je u ljeto 1997. Zamijenio ga je Shaun Steels, bivši iz Solsticea, koji će također kasnije svirati bubnjeve za sastavu My Dying Bride.
Alternative 4 objavljen je 1998. Tijekom tog vremena sastav je doživio mnoge promjene u postave. Basist/klavijaturist/tekstopisac Duncan Patterson napustio je Anatheme zbog glazbenih razlika i zamijenio ga je Dave Pybus iz Dreambreeda, sastava za koji je Duncan svirao bas tijekom kratkog razdoblja, a nedugo nakon toga Martin Powell (koji je svirao klavijature i violina za My Dying Bridea prethodno) pridružio se skupinu za nastupe uživo. Konačno, bubnjar i osnivač John Douglas vratio se za bubnjeve umjesto Steelsa.
U lipnju 1999. objavljen je album Judgement, koji je označio potpuni pomak Anatheme od doom metala, fokusirajući se na sporije i eksperimentalnije pjesme. Ovaj novi zvuk se uspoređuje s umjetnicima kao što su Pink Floyd, Jeff Buckley i, u manjoj mjeri, Radiohead. Njihove su pjesme nastavile izražavati osjećaj depresije i, češće nego ne, očaja.

### 2000. – 2009. (A Fine Day to ExitiA Natural Disaster)
Godine 2000. Martin Powell zamijenio je s klavijaturistom sastava Cradle of Filth Lesom Smithom, koji je postao sastavni član skupine.
Neposredno prije objavljena albuma A Fine Day to Exit, Dave Pybus je najavio odlazak iz Anatheme i kasnije se pridružio Cradle of Filth. Zamijenio ga je basist na turneji George Roberts, a kasnije Jamie Cavanagh.
U ožujku 2002. Daniel Cavanagh je najavio svoj odlazak iz Anatheme, pridruživši se sastavu Antimatter Duncana Pattersona. Međutim, kasnije u travnju 2002. promijenio je mišljenje i ponovno se pridružio sastavu za izdavanje A Natural Disaster, te započeo njihovu europsku turneju. To je ubrzalo promjene u tonu Anatheme, prema atmosferičnom i progresivnom, kao što je prikazano na albumskim pjesmama Flying i Violence.
Nakon zatvaranja njihove diskografske kuće Music for Nations nakon što ju je kupio Sony BMG, Anathema se našla bez diskografske kuće, unatoč tome što je završila opsežnu turneju po Velikoj Britaniji s popularnim finskim rock sastavom HIM u travnju 2006. Tijekom potrage za novom diskografskom kućom, sastav je usvojio više »uradi sam« pristup izdavanju glazbe, prihvaćajući internet i objavljujući pjesme putem vlastite web stranice, za koju fanovi mogu donirati novčani iznos po vlastitom izboru. Unatoč očitom nedostatku podrške za turneju temeljenu na diskografskoj kući, sastav je nastavio svirati diljem Europe, a gitarist Danny Cavanagh također je svirao čudne tihe akustične koncerte.

### 2010. – 2013. (We're Here Because We're HereiWeather Systems)
Dana 20. ožujka 2010. Anathema je na svojoj web stranici i Facebook stranici objavila datum izlaska svog sljedećeg albuma. We're Here Because We're Here objavljen je 31. svibnja 2010. za diskografsku kuću Kscope. Sestra Johna Douglasa, Lee Douglas pridružila se skupini kao pjevačica tijekom snimanja ovog albuma. Prethodno je nastupila na prethodna dva albuma kao gostujuća pjevačica.
Na službenoj stranici sastava je 6. srpnja 2011. godine objavljeno da će njihov album reinterpretacija, Falling Deeper, biti objavljen 5. rujna 2011. Album je bio nastavak albuma Hindsight i sadržavao je nove orkestralne verzije pjesama iz prošlosti, kao i verziju Everwake s vokalom Anneke van Giersbergen. 12. rujna 2011. odlazak Lesa Smitha zbog »kreativnih i glazbenih razlika« najavljen je na Anatheminoj web stranici.
Deveti studijski album sastava, Weather Systems, objavljen je 16. travnja 2012. preko izdavačke kuće Kscope. Album završio je na 50. mjestu britanske ljestvice albuma, a na 19. mjestu njemačke ljestvice albuma.
Daniel Cavanagh je 8. studenog 2012. na službenoj web stranici Anatheme objavio da se Daniel Cardoso pridružuje na stalnoj postavi kao ključni element sastava. Cardoso i John Douglas zamijenili su pozicije klavijaturista i bubnjara.
Anathema je 2. prosinca 2012. najavila svoj prvi koncert u Indiji. Anathema je nastupila na IIT Madras u sklopu Saarang Rock Showa 12. siječnja 2013.
Koncertni album Universal objavljen je kao dvostruki vinilni album 24. lipnja 2013. Album je snimka posebne jednokratne svirke u antičkom rimskom kazalištu u Filipopolisu 2012., gdje se sastavu pridružio Plovdivski filharmonijski orkestar. Komplet je objavljen na Blu-rayu, DVD-u i CD-u pod imenom Universal, s alternativnim redoslijedom pjesama, 17. rujna 2013.
Anathema je nastupio na turneji Progressive Nation at Sea bubnjara Mikea Portnoya na brodu Norwegian Cruise Line Pearl koji je isplovio iz luke Miami 18. veljače 2014.

### 2014. – 2020. (Distant Satelites,The Optimisti stanka na neodređeno vrijeme)
Anathema je 28. ožujka 2014. najavila da će se njihov nadolazeći studijski album zvati Distant Satellites. Album je objavljen 9. lipnja 2014. za izdavačku kuću Kscope, a producirao ga je Christer-André Cederberg u Oslu, Norveška. Nekoliko pjesama miksao je Steven Wilson (iz Porcupine Tree). Drugačije od prethodnih albuma je korištenje više elektronike na ovom albumu. Album je objavljen u četiri različite verzije: CD, vinil, media book i deluxe verzija. Sastav krenuo je na turneju s albumom počevši od 22. svibnja u Istanbulu, Turska, nastavivši diljem Europe i po prvi put otputovavši u Australiju kako bi nastupili na tri koncerta tijekom kolovoza 2014.
Nakon uspjeha njihove kratke australske turneje, najavljena je akustična turneja po Novom Zelandu i Australiji 2015. Daniel, Vincent i Lee izveli su ovaj nastup bez ostalih članova Anatheme. Kasnije iste godine, sastav je izdao akustični koncertni album i video A Sort of Homecoming, koji se sastoji od zapisa koncerta u Liverpoolskoj katedrali u rodnom gradu Anatheme.
Anathema je krenula na svoju Resonance turneju po Europi u travnju 2015. godine. Ovi koncerti poslužili su kao retrospektiva uživo, sadržavajući pjesme iz cijelog njihovog kataloga, uključujući i njihov debi album Serenades. Bivši pjevač Darren "Daz" White i bivši basist-klavijaturist Duncan Patterson pridružili su se sastavu na pozornici za ove koncerte.
Godine 2017. objavljen je album The Optimist koji je osvojio album godine na Progressive Music Awards.
Krajem kolovoza 2019. objavljeno je da će Anathema napustiti diskografsku kuću Kscope i da su potpisali novi ugovor s Mascot Label Group. Anathema je planirala objaviti svoj 12. studijski album 2020. Međutim, Anathema je najavila stanku na neodređeno vrijeme 22. rujna 2020.

### Samostalni album Daniela CellarDoori post-Anathema sporedni projektWeather Systems
Daniel Cavanagh objavio je da radi na samostalnom albumu Cellar Door te je započeo novi glazbeni projekt Weather Systems. Projekt je uzeo ime po albumu Anatheme iz 2012., a, prema objavi na Facebook stranici Anatheme, »glazba će biti nastavak ostavštine prethodnog benda«. U prosincu 2021. na Facebook stranici Anatheme objavljeno je da se John Douglas pridružio projektu Weather Systems.

## Postava sastava
| Posljednja postava - John Douglas – bubnjevi, udaraljke (1990. – 1997., 1998. – 2020.), gitara (2010.), klavijature (2010. – 2020.) - Daniel Cavanagh – solo-gitara (1990. – 2002., 2002. – 2020.), klavijature, glasovir (1995. – 2002., 2002. – 2020.), prateći vokal (2001. – 2002., 2002. – 2020.), vokal (2002. – 2020.), bas-gitara (2014. – 2020.) - Vincent Cavanagh – ritam gitara, akustična gitara (1990. – 2020.), vokal (1995. – 2020.), klavijature (2011. – 2020.), bas-gitara (2014. – 2020.) - Lee Douglas – vokal, prateći vokal (2010. – 2020.) - Daniel Cardoso – klavijature, bubnjevi (2012. – 2020.), bas-gitara (2018. – 2020.) | Bivši članovi - Jamie Cavanagh – bas-gitara (1990. – 1991., 2002. – 2018.), prateći vokal (1990. – 1991.) - Darren White – vokal (1990. – 1995.) - Duncan Patterson – bas-gitara, klavijature, glasovir (1991. – 1998.) - Shaun Taylor-Steels – bubnjevi (1997. – 1998.) - Dave Pybus – bas-gitara (1998. – 2001.) - Les Smith – klavijature (2000. – 2011.) |

## Diskografija

### Studijski albumi
- Serenades (1993.)
- The Silent Enigma (1995.)
- Eternity (1996.)
- Alternative 4 (1998.)
- Judgement (1999.)
- A Fine Day to Exit (2001.)
- A Natural Disaster (2003.)
- We're Here Because We're Here (2010.)
- Weather Systems (2012.)
- Distant Satelites (2014.)
- The Optimist (2017.)

### Demoalbumi
- An Iliad of Woes (1990.)
- All Faith Is Lost (1991.)

### Albumi uživo
- Untouchable (2013.)
- Universal (2013.)
- A Sort of Homecoming (2015.)

### Kompilacije
- Resonance (2001.)
- Resonance 2 (2002.)
- Hindsight (2008.)
- Falling Deeper (2011.)
- Internal Landscapes 2008–2018 (2018.)

### EP-ovi
- The Crestfallen (1992.)
- Pentecost III (1995.)
- Alternative Future (1998.)